# 空の奇跡
「空の奇跡」（そらのきせき）は2007年4月25日に発売されたCHEMISTRY20枚目のシングル。 発売元はデフスターレコーズ。

## 解説
DVD付きの初回生産限定盤とCDのみの通常盤の2形態で発売された。ジャケットもそれぞれ異なる。

## 表題曲
「空の奇跡」は遠距離恋愛がテーマのアップテンポのポップスナンバー。新生活を送る人達へのメッセージソング。CMソングとしてCD発売前週から30秒バージョンと15秒バージョンがオンエア。このCMの一部にMVを流用。本作のMVに、Yahoo!動画限定バージョンが存在。オリジナルと9箇所異なる「間違い探し」が出来る（2007年4月23日 - 5月22日の期間限定）。5月17日よりSMEサイトで答えが公開された。売上枚数は振るわなかったがmora、bitmusicで1位獲得。ダウンロード販売は好調だった。

## カップリング曲
C/W「雨上がりの虹のように」はレゲエテイスト楽曲。「遠影 feat. John Legend」C/W「クリスマスローズ」に続き「クノール」のCMソングとなっていたが当時公式発表された曲名は「雨上がり虹のように」であった。曲名だけでなくアレンジも異なる。RYUKYUDISKOによる「Top of the World」リミックス・バージョンも収録。

## 収録曲

### CD
1. 空の奇跡
作詞・作曲：谷口尚久　編曲：CHOKKAKU
シャープ「au AQUOSケータイ W51SH」TV-CMソング
2. 雨上がりの虹のように
作詞・作曲：平義隆　編曲：松浦晃久
味の素「クノール」CMソング
3. Top of the World （RYUKYUDISKO TROPICAL BEACH REMIX）
（作詞：小山内舞　作曲：JIN NAKAMURA）
4. 空の奇跡 （Less Vocal）

### DVD （初回生産限定盤）
1. 空の奇跡 （Music Video）